# Costa Ricaans voetbalelftal in 2016
Het Costa Ricaans voetbalelftal speelde in totaal twaalf officiële interlands in het jaar 2016, waaronder drie wedstrijden bij de strijd om de Copa América Centenario in de Verenigde Staten. De ploeg stond onder leiding van oud-international Óscar Ramírez. Hij gebruikte dit jaar in totaal 39 spelers. Op de in 1993 geïntroduceerde FIFA-wereldranglijst steeg Costa Rica in 2016 van de 37ste (januari 2016) naar de 17de plaats (december 2016).

## Balans
| Wedstrijden | Wedstrijden | Wedstrijden | Wedstrijden | Doelpunten | Doelpunten | Doelpunten | Punten |
| Gespeeld    | Winst       | Gelijk      | Verlies     | Voor       | Tegen      | Saldo      | Punten |
| ----------- | ----------- | ----------- | ----------- | ---------- | ---------- | ---------- | ------ |
| 12          | 8           | 2           | 2           | 23         | 13         | +10        | 1.500  |

## Interlands
|                                                       |                  |       |            |                                                                                      |
| 2 februari Vriendschappelijk № 645 «onderlinge duels» | Venezuela        | 1 – 0 | Costa Rica | Estadio La Carolina, Barinas Toeschouwers: 17.000 Scheidsrechter: Luis Sánchez (COL) |
| 2 februari Vriendschappelijk № 645 «onderlinge duels» | Wilker Ángel 89' |       |            | Estadio La Carolina, Barinas Toeschouwers: 17.000 Scheidsrechter: Luis Sánchez (COL) |

|                                                                               |                      |       |                   |                                                                                     |
| 25 maart Kwalificatie WK 2018 Vierde ronde № 646 «onderlinge duels» 19:00 uur | Jamaica              | 1 – 1 | Costa Rica        | Independence Park, Kingston Toeschouwers: 21.500 Scheidsrechter: Jair Marrufo (USA) |
| 25 maart Kwalificatie WK 2018 Vierde ronde № 646 «onderlinge duels» 19:00 uur | Je-Vaughn Watson 17' |       | 67' Johnny Acosta | Independence Park, Kingston Toeschouwers: 21.500 Scheidsrechter: Jair Marrufo (USA) |

|                                                                               |                                                  |       |         |                                                                                    |
| 29 maart Kwalificatie WK 2018 Vierde ronde № 647 «onderlinge duels» 20:00 uur | Costa Rica                                       | 3 – 0 | Jamaica | Estadio Nacional, San José Toeschouwers: 35.062 Scheidsrechter: Drew Fischer (CAN) |
| 29 maart Kwalificatie WK 2018 Vierde ronde № 647 «onderlinge duels» 20:00 uur | Celso Borges 7' Bryan Ruiz 38' Johan Venegas 77' |       |         | Estadio Nacional, San José Toeschouwers: 35.062 Scheidsrechter: Drew Fischer (CAN) |

|                                                             |                                         |       |                         |                                                                                        |
| 27 mei Vriendschappelijk № 648 «onderlinge duels» 20:00 uur | Costa Rica                              | 2 – 1 | Venezuela               | Estadio Nacional, San José Toeschouwers: 22.000 Scheidsrechter: Melvin Matamoros (HON) |
| 27 mei Vriendschappelijk № 648 «onderlinge duels» 20:00 uur | Cristian Gamboa 41' Ariel Rodríguez 50' |       | 30' José Salomón Rondón | Estadio Nacional, San José Toeschouwers: 22.000 Scheidsrechter: Melvin Matamoros (HON) |

| Copa América Centenario |
| ----------------------- |

|                                                        |            |       |          |                                                                                  |
| 4 juni Copa América № 649 «onderlinge duels» 17:00 uur | Costa Rica | 0 – 0 | Paraguay | Citrus Bowl, Orlando Toeschouwers: 14.334 Scheidsrechter: Patricio Loustau (ARG) |
| 4 juni Copa América № 649 «onderlinge duels» 17:00 uur |            |       |          | Citrus Bowl, Orlando Toeschouwers: 14.334 Scheidsrechter: Patricio Loustau (ARG) |

|                                                        |                                                                           |       |            |                                                                                  |
| 7 juni Copa América № 650 «onderlinge duels» 20:00 uur | Verenigde Staten                                                          | 4 – 0 | Costa Rica | Soldier Field, Chicago Toeschouwers: 39.642 Scheidsrechter: Roddy Zambrano (ECU) |
| 7 juni Copa América № 650 «onderlinge duels» 20:00 uur | Clint Dempsey 9' (pen.) Jermaine Jones 37' Bobby Wood 42' Graham Zusi 87' |       |            | Soldier Field, Chicago Toeschouwers: 39.642 Scheidsrechter: Roddy Zambrano (ECU) |

|                                                         |                                  |       |                                                          |                                                                             |
| 11 juni Copa América № 651 «onderlinge duels» 21:00 uur | Colombia                         | 2 – 3 | Costa Rica                                               | NRG Stadium, Houston Toeschouwers: 45.808 Scheidsrechter: José Argote (VEN) |
| 11 juni Copa América № 651 «onderlinge duels» 21:00 uur | Frank Fabra 7' Marlos Moreno 73' |       | 2' Johan Venegas 34' (e.d.) Frank Fabra 58' Celso Borges | NRG Stadium, Houston Toeschouwers: 45.808 Scheidsrechter: José Argote (VEN) |

|  |  |  |  |  |  |  |  |  |

|                                                                                  |       |                      |            |                                                                                           |
| 2 september Kwalificatie WK 2018 Vierde ronde № 652 «onderlinge duels» 20:00 uur | Haïti | 0 – 1                | Costa Rica | Stade Sylvio Cator, Port-au-Prince Toeschouwers: 3.200 Scheidsrechter: Marlon Mejia (ESA) |
| 2 september Kwalificatie WK 2018 Vierde ronde № 652 «onderlinge duels» 20:00 uur |       | 72' Randall Azofeifa |            | Stade Sylvio Cator, Port-au-Prince Toeschouwers: 3.200 Scheidsrechter: Marlon Mejia (ESA) |

|                                                                                  |                                                                  |       |                        |                                                                                      |
| 6 september Kwalificatie WK 2018 Vierde ronde № 653 «onderlinge duels» 19:30 uur | Costa Rica                                                       | 3 – 1 | Panama                 | Estadio Nacional, San José Toeschouwers: 34.219 Scheidsrechter: Roberto García (MEX) |
| 6 september Kwalificatie WK 2018 Vierde ronde № 653 «onderlinge duels» 19:30 uur | Christian Bolaños 19' Christian Bolaños 79' Ronald Matarrita 84' |       | 90' (pen.) Luis Tejada | Estadio Nacional, San José Toeschouwers: 34.219 Scheidsrechter: Roberto García (MEX) |

|                                                      |                                                             |       |                                                                                            |                                                                                      |
| 9 oktober Vriendschappelijk № 654 «onderlinge duels» | Rusland                                                     | 3 – 4 | Costa Rica                                                                                 | Koeban Stadion, Krasnodar Toeschouwers: 34.200 Scheidsrechter: Ravshan Irmatov (UZB) |
| 9 oktober Vriendschappelijk № 654 «onderlinge duels» | Aleksandr Samedov 21' Artjom Dzjoeba 48' Artjom Dzjoeba 61' |       | 23' Randall Azofeifa 29' Bryan Ruiz 45' (e.d.) Vasili Berezoetski 90' (pen.) Joel Campbell | Koeban Stadion, Krasnodar Toeschouwers: 34.200 Scheidsrechter: Ravshan Irmatov (UZB) |

|                                                                                  |                |                                              |            |                                                                                                 |
| 11 november Kwalificatie WK 2018 Vijfde ronde № 655 «onderlinge duels» 19:05 uur | Trinidad en T. | 0 – 2                                        | Costa Rica | Hasely Crawford Stadium, Port of Spain Toeschouwers: 13.582 Scheidsrechter: Oscar Moncada (HON) |
| 11 november Kwalificatie WK 2018 Vijfde ronde № 655 «onderlinge duels» 19:05 uur |                | 65' Christian Bolaños 90+2' Ronald Matarrita |            | Hasely Crawford Stadium, Port of Spain Toeschouwers: 13.582 Scheidsrechter: Oscar Moncada (HON) |

|                                                                                  |                                                                         |       |                  |                                                                                   |
| 15 november Kwalificatie WK 2018 Vijfde ronde № 656 «onderlinge duels» 19:00 uur | Costa Rica                                                              | 4 – 0 | Verenigde Staten | Estadio Nacional, San José Toeschouwers: 35.422 Scheidsrechter: César Ramos (MEX) |
| 15 november Kwalificatie WK 2018 Vijfde ronde № 656 «onderlinge duels» 19:00 uur | Johan Venegas 43' Johan Venegas 69' Joel Campbell 74' Joel Campbell 77' |       |                  | Estadio Nacional, San José Toeschouwers: 35.422 Scheidsrechter: César Ramos (MEX) |

## FIFA-wereldranglijst
| JAN | FEB | MAR | APR | MEI | JUN | JUL | AUG | SEP | OKT | NOV | DEC |
| --- | --- | --- | --- | --- | --- | --- | --- | --- | --- | --- | --- |
| 37  | 31  | 33  | 25  | 25  | 23  | 27  | 21  | 18  | 18  | 17  | 17  |

## Statistieken
| Keylor Navas       | 1986-12-15 | Real Madrid         | 5  | 0 | 0 |  |  |
| Patrick Pemberton  | 1982-04-24 | LD Alajuelense      | 5  | 0 | 0 |  |  |
| Esteban Alvarado   | 1989-04-28 | Trabzonspor         | 1  | 0 | 0 |  |  |
| Marco Madrigal     | 1985-08-03 | Santos Guápiles     | 1  | 0 | 0 |  |  |
| Leonel Moreira     | 1990-04-04 | CS Herediano        | 0  | 1 | 0 |  |  |
| Verdediging        |            |                     |    |   |   |  |  |
| Johnny Acosta      | 1983-07-21 | CS Herediano        | 11 | 0 | 1 |  |  |
| Kendall Waston     | 1988-01-01 | Vancouver Whitecaps | 9  | 1 | 0 |  |  |
| Cristian Gamboa    | 1989-10-24 | Celtic              | 7  | 0 | 1 |  |  |
| Óscar Duarte       | 1989-06-03 | RCD Espanyol        | 6  | 1 | 0 |  |  |
| Francisco Calvo    | 1992-07-08 | CD Saprissa         | 5  | 1 | 0 |  |  |
| José Salvatierra   | 1989-10-10 | LD Alajuelense      | 3  | 1 | 0 |  |  |
| Giancarlo González | 1988-02-08 | US Palermo          | 3  | 0 | 0 |  |  |
| Allan Miranda      | 1987-05-28 | CS Herediano        | 2  | 0 | 0 |  |  |
| Michael Umaña      | 1982-07-16 | LD Alajuelense      | 1  | 1 | 0 |  |  |
| Waylon Francis     | 1990-09-20 | Columbus Crew       | 1  | 0 | 0 |  |  |
| José Mena          | 1989-02-02 | Universidad CR      | 1  | 0 | 0 |  |  |
| Júnior Díaz        | 1983-09-12 | Würzburger Kickers  | 0  | 1 | 0 |  |  |
| Jordy Smith        | 1991-04-23 | Vancouver Whitecaps | 0  | 1 | 0 |  |  |
| Middenveld         |            |                     |    |   |   |  |  |
| Celso Borges       | 1988-05-27 | Deportivo La Coruña | 11 | 0 | 1 |  |  |
| Rónald Matarrita   | 1994-07-09 | New York City       | 10 | 1 | 2 |  |  |
| Cristian Bolaños   | 1984-05-17 | Vancouver Whitecaps | 8  | 2 | 5 |  |  |
| Randall Azofeifa   | 1984-12-30 | CS Herediano        | 8  | 2 | 2 |  |  |
| Johan Venegas      | 1988-11-27 | Montréal Impact     | 5  | 5 | 3 |  |  |
| Yeltsin Tejada     | 1992-03-17 | FC Lausanne-Sport   | 1  | 4 | 0 |  |  |
| Bryan Oviedo       | 1990-02-18 | Sunderland          | 1  | 2 | 0 |  |  |
| Júnior Alvarado    | 1988-07-03 | Belén Siglo XXI     | 1  | 0 | 0 |  |  |
| David Guzmán       | 1990-02-18 | CD Saprissa         | 0  | 3 | 0 |  |  |
| Rodney Wallace     | 1988-06-17 | Sport Recife        | 0  | 2 | 0 |  |  |
| José Sánchez       | 1987-05-20 | CS Herediano        | 0  | 1 | 0 |  |  |
| Luis Miguel Valle  | 1989-05-11 | LD Alajuelense      | 0  | 1 | 0 |  |  |
| Aanval             |            |                     |    |   |   |  |  |
| Bryan Ruiz         | 1985-08-18 | Sporting Lissabon   | 10 | 0 | 2 |  |  |
| Marco Ureña        | 1990-03-05 | Brøndby IF          | 7  | 0 | 0 |  |  |
| Joel Campbell      | 1992-06-26 | Sporting Lissabon   | 6  | 5 | 3 |  |  |
| Álvaro Saborío     | 1982-03-25 | DC United           | 1  | 3 | 0 |  |  |
| Daniel Colindres   | 1985-01-10 | CD Saprissa         | 1  | 0 | 0 |  |  |
| David Ramírez      | 1993-05-28 | Moreirense          | 1  | 0 | 0 |  |  |
| Ariel Rodríguez    | 1989-09-27 | Bangkok Glass       | 0  | 1 | 1 |  |  |
| Kenny Cunningham   | 1985-06-07 | Santos Guápiles     | 0  | 1 | 0 |  |  |
| Yendrick Ruiz      | 1987-12-04 | CS Herediano        | 0  | 1 | 0 |  |  |